# هوتینگن
هوتینگن (به آلمانی: Höttingen) یک شهر در آلمان است که در وایسنبورگ-گونتسنهاوزن واقع شده‌است.